# Antrim County
Antrim County är ett administrativt område i delstaten Michigan, USA. År 2010 hade county 23 580 invånare. Den administrativa huvudorten (county seat) är Bellaire. 

## Geografi
Enligt United States Census Bureau så har countyt en total area på 1 559 km². 1 235 km² av den arean är land och 324 km² är vatten. 

### Angränsande countyn
- Charlevoix County - nord
- Otsego County - öst
- Kalkaska County - syd
- Grand Traverse County - sydväst
- Leelanau County - väst